# Čoka
Čoka (izvirno srbsko Чока; madžarsko Csóka) je naselje v Srbiji, ki je središče istoimenske občine; slednja pa je del Severnobanatskega upravnega okraja.

## Demografija
V naselju, katerega izvirno (srbsko-cirilično) ime je Чока, živi 3799 polnoletnih prebivalcev, pri čemer je njihova povprečna starost 40,4 let (38,6 pri moških in 42,1 pri ženskah). Naselje ima 1802 gospodinjstev, pri čemer je povprečno število članov na gospodinjstvo 2,61.
Prebivalstvo je večinoma nehomogeno, a v času zadnjih treh popisov je opazno zmanjšanje števila prebivalcev.
|  |

| Demografija | Demografija     | Demografija     |
| Leto        | Št. prebivalcev | Št. prebivalcev |
| ----------- | --------------- | --------------- |
|             |                 |                 |
|             |                 |                 |
|             |                 |                 |
|             |                 |                 |
| 1948        | 4115            |                 |
| 1953        | 4342            |                 |
| 1961        | 4770            |                 |
| 1971        | 5214            |                 |
| 1981        | 5414            |                 |
| 1991        | 5244            | 5187            |
| 2002        | 4839            | 4707            |
|             |                 |                 |

| Etnična sestava po popisu iz leta 2002 | Etnična sestava po popisu iz leta 2002 | Etnična sestava po popisu iz leta 2002 | Etnična sestava po popisu iz leta 2002 | Etnična sestava po popisu iz leta 2002 |
| -------------------------------------- | -------------------------------------- | -------------------------------------- | -------------------------------------- | -------------------------------------- |
| Madžari                                | Madžari                                |                                        | 2.703                                  | 57,42%                                 |
| Srbi                                   | Srbi                                   |                                        | 1.541                                  | 32,73%                                 |
| Jugoslovani                            | Jugoslovani                            |                                        | 98                                     | 2,08%                                  |
| Romi                                   | Romi                                   |                                        | 48                                     | 1,01%                                  |
| Hrvati                                 | Hrvati                                 |                                        | 35                                     | 0,74%                                  |
| Črnogorci                              | Črnogorci                              |                                        | 20                                     | 0,42%                                  |
| Slovaki                                | Slovaki                                |                                        | 15                                     | 0,31%                                  |
| Albanci                                | Albanci                                |                                        | 14                                     | 0,29%                                  |
| Muslimani                              | Muslimani                              |                                        | 11                                     | 0,23%                                  |
| Slovenci                               | Slovenci                               |                                        | 7                                      | 0,14%                                  |
| Makedonci                              | Makedonci                              |                                        | 7                                      | 0,14%                                  |
| Nemci                                  | Nemci                                  |                                        | 3                                      | 0,06%                                  |
| Bunjevci                               | Bunjevci                               |                                        | 3                                      | 0,06%                                  |
| Rusi                                   | Rusi                                   |                                        | 2                                      | 0,04%                                  |
| Ukrajinci                              | Ukrajinci                              |                                        | 1                                      | 0,02%                                  |
| Rusini                                 | Rusini                                 |                                        | 1                                      | 0,02%                                  |
| Bošnjaki                               | Bošnjaki                               |                                        | 1                                      | 0,02%                                  |
| Neznano                                | Neznano                                |                                        | 10                                     | 0,21%                                  |